# 格但斯克萊赫·華勒沙機場

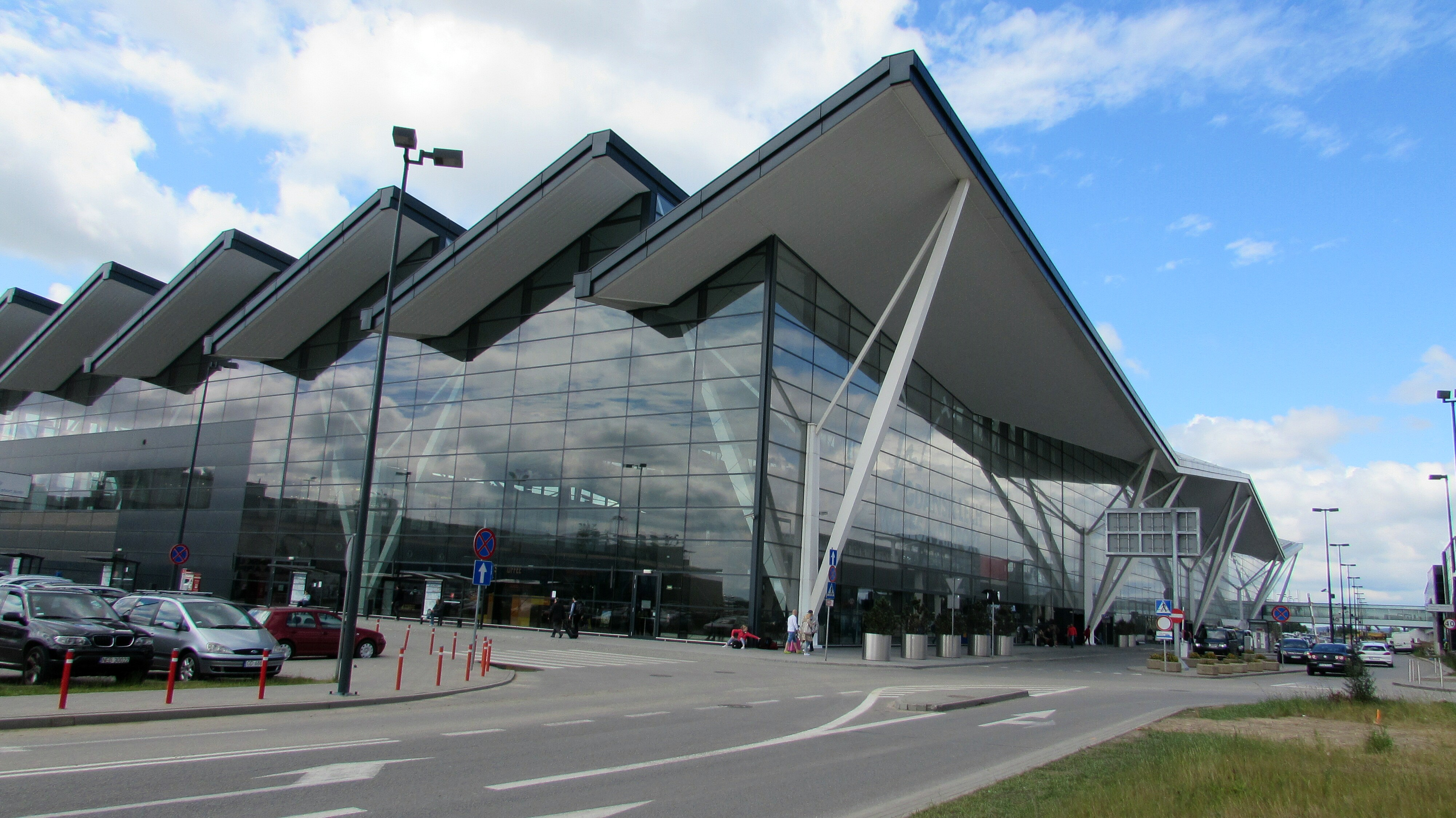
格但斯克機場

格但斯克萊赫·華勒沙機場（波蘭語：Port Lotniczy Gdańsk im. Lecha Wałęsy）是波蘭城市格但斯克的一座國際機場，位於格但斯克西北12 km（7.5 mi）。這座機場得名於萊赫·華勒沙。2017年，格但斯克機場的年客流量超過460萬人。

## 外部連結
维基共享资源上的相關多媒體資源：格但斯克萊赫·華勒沙機場
- 官方网站 （英文） （波兰語）
- NOAA/NWS上EPGD机场的即時天氣